# Ansis Saliņš
Ansis Saliņš (ur. 13 stycznia 1983 w gminie Vietalva) – łotewski polityk, w latach 2010–2011 poseł na Sejm Republiki Łotewskiej. 

## Życiorys
W latach 2007 i 2009 kończył studia w Łotewskim Uniwersytecie Rolniczym w Jełgawie, uzyskując stopnie bakałarza i magistra nauk rolniczych, a w 2014 stopień doktora. 
Jest rolnikiem i przedsiębiorcą. W wyborach w 2010 uzyskał mandat posła na Sejm X kadencji z ramienia Związku Obywatelskiego (PS). Zasiadał w Komisji Rewizyjnej PS. W wyborach w 2011 bez powodzenia ubiegał się o reelekcję. 
Jest kawalerem.